# گرت اوانز (بازیکن فوتبال، زاده۱۹۸۱)
گرت اوانز (انگلیسی: Gareth Evans؛ زادهٔ ۱۵ فوریهٔ ۱۹۸۱) بازیکن فوتبال اهل بریتانیا است.
از باشگاه‌هایی که در آن بازی کرده‌است می‌توان به باشگاه فوتبال هادرزفیلد تاون، باشگاه فوتبال لیدز یونایتد، و باشگاه فوتبال بلکپول اشاره کرد.
وی همچنین در تیم ملی فوتبال زیر ۱۸ سال انگلستان بازی کرده‌است.